# Anders Johannes Jørgensen
Anders Johannes Jørgensen (10. juli 1906 i Holstebro – 5. oktober 1989 i Aalborg) var en dansk officer og leder i modstandsbevægelsen.

## Karriere i politiet
Han var søn af murermester Jørgen Jørgensen (1877-1978) og hustru Ingeborg f. Iversen (1879-1943), blev uddannet i trælastbranchen i Ringkøbing, gik ind i Hæren og blev sekondløjtnant 1929. Jørgensen blev ansat som politibetjent ved Københavns Politi 1930, ved Statspolitiet 1933 og ved kriminalpolitiet i Voer og Nim Herreder, Horsens 1934-49.

## Modstandsmand
I 1940 blev Jørgensen indkaldt som reserveofficer og blev først stationeret i København, dernæst ved 3. feltartilleriregiment i Aarhus og derfor kom til at opleve 9. april i Jylland, nærmere betegnet i Hjortshøj.
Jørgensen gik ind i modstandsbevægelsen ca. 1941, da han havde hørt om Dansk Samling via politimester Palle Høybye i Hjørring. Jørgensen distribuerede bl.a. illegale blade. Han blev kaptajn af reserven i artilleriet 1943
I efteråret 1943 – efter Operation Safari – fik han en personlig henvendelse gennem oberstløjtnant Erik Hoffmann, Aarhus, senere generalmajor og chef for 2. Division i Viborg om indtrædelse i den såkaldte P-kompagni-ordning (= Politikompagni), hvilket han accepterede. Februar-marts 1944 var A.J. Jørgensen med til at oprette Horsens byledelse bestående at Palle Høybye, fabrikant Asger Holmboe, ingeniør Andersen (fra firmaet Paasch og Larsen Petersen), murermester Andreas Nielsen og lærer Viggo Nielsen. Horsens-modstandsgruppen var en militsorganisation, der skulle bevæbnes med våben fra England modtaget ved dropping. Allerede i maj måned 1944 blev organisationen imidlertid optrævlet og ca. l20 mand forsvandt fra byen enten som flygtninge eller fanger. Af byledelsen blev Viggo Nielsen og Andreas Nielsen taget at Gestapo. A.J. Jørgensen forblev i Horsens (med dæknavnet "Anders Sten"), indtil ny byledelse kunne etableres og kontaktes med ledelsen i Aarhus. Ny byleder blev kriminaloverbetjent Jens Sørensen.
A.J. Jørgensen blev så sendt til Jens Toldstrups opsamlings- og uddannelseslejr på Venø ved Struer. 1. september 1944 blev han forsat (dæknavn: "Søby") til Djursland–distriktet underordnet Møller (Skive Asfalt- og Tagpapfabrik) der havde domicil i Randers. Jørensen fik bolig hos pastor Vilhelm Krarup, Hammelev, som fik stor betydning for Jørgensens syn på modstandskampen. Jørgensen kom til Grenaa, hvor han var med til at lede en illegal flugtrute til Sverige. Senere reddede han Krarup-familien fra at blive taget af Gestapo. Fra januar 1945 var A.J. Jørgensen modstandsbevægelsens byleder i Aalborg og Nørresundby med dæknavnet "Aabo". Det var en udsat post, hvor han skulle tage hensyn til de forskellige modsatrettede fraktioner inden for modstandsbevægelsen.
Aabos Plads i Aalborg er opkaldt efter Jørgensen, og der er også rejst en mindesten.

## Efter besættelsen
Jørgensen fortsatte dernæst ind i Hjemmeværnet som regionsleder i region I (Nordjylland) 1949, blev oberstløjtnant i Hjemmeværnet 1952, oberst 1961 og tog afsked med Forsvaret 1971. Han var Kommandør af Dannebrogordenen, bar den danske og den svenske hjemmeværnsmedalje og var formand for Nørre Tranders menighedsråd 1969.
Han blev gift 28. december 1929 i Rindum Kirke med Erna Helene Kjeldsen (15. februar 1905 i Esbjerg – 10. marts 1986), datter af kriminalassistent Jacob Christian Kjeldsen (1882-1956) og hustru Olga Cathrine f. Jørgensen (1885-1914).
Han er begravet på Nørre Tranders Kirkegård.